# 太行小区街道
太行小区街道，是中华人民共和国河南省安陽市龙安区下辖的一个乡镇级行政单位。

## 行政区划
太行小区街道下辖以下地区：
鑫鑫社区、太行西社区、太行东社区、龙兴社区和文明社区。